# Vârtop (gmina)
Vârtop – gmina w Rumunii, w okręgu Dolj. Obejmuje tylko jedną miejscowość Vârtop. W 2011 roku liczyła 1658 mieszkańców.